# Antonio Lasciac

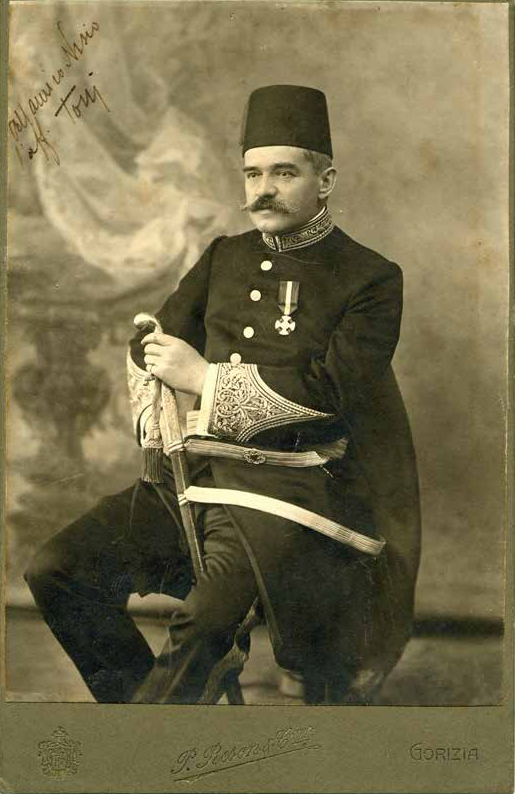
Porträtfotografie von Antonio Lasciac um 1906–1908

Antonio Lasciac (slowenisch: Anton Laščak; * 21. September 1856 in Gorizia; † 26. Dezember 1946 in Kairo) war ein österreichisch-italienischer Architekt, Ingenieur, Dichter und Musiker. Als Architekt tätig war er außer in seiner, damals in Österreich gelegenen, Heimatstadt Görz/Gorizia in vielen Städten des Nahen Ostens, vor allem in Ägypten.

## Leben

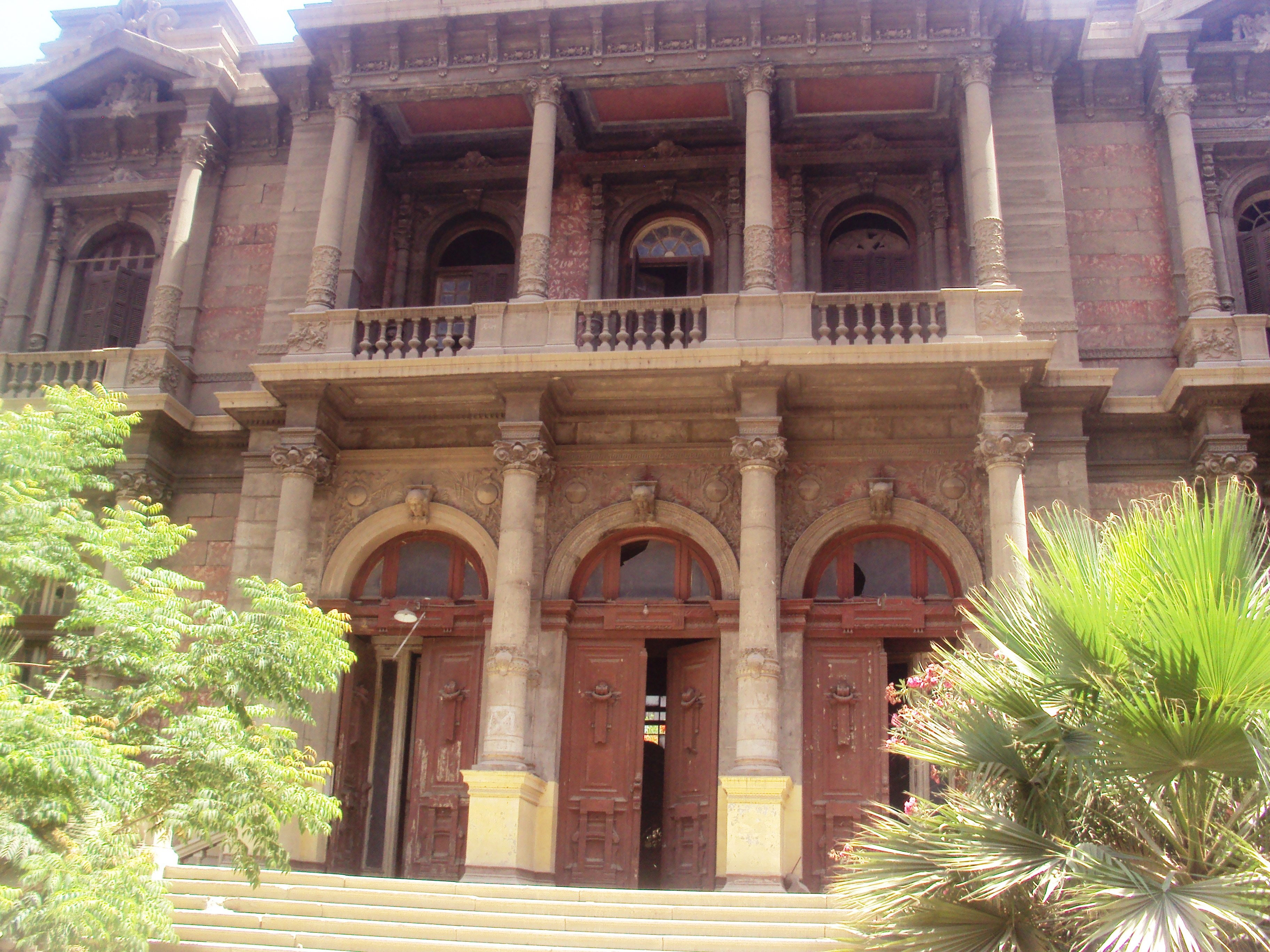
Palast des Said Halim Pasha, 1896–1899, Downtown Kairo

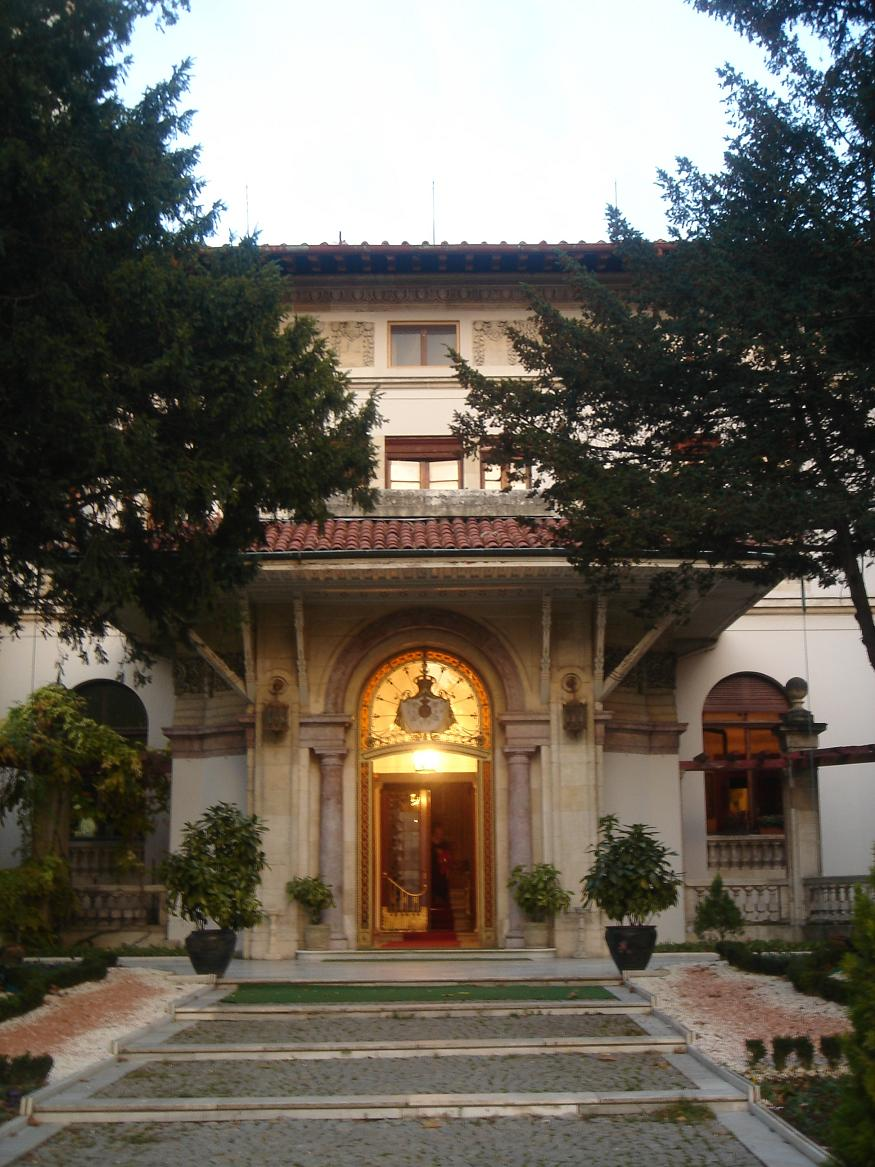
Khedivenpalast, 1907, Istanbul

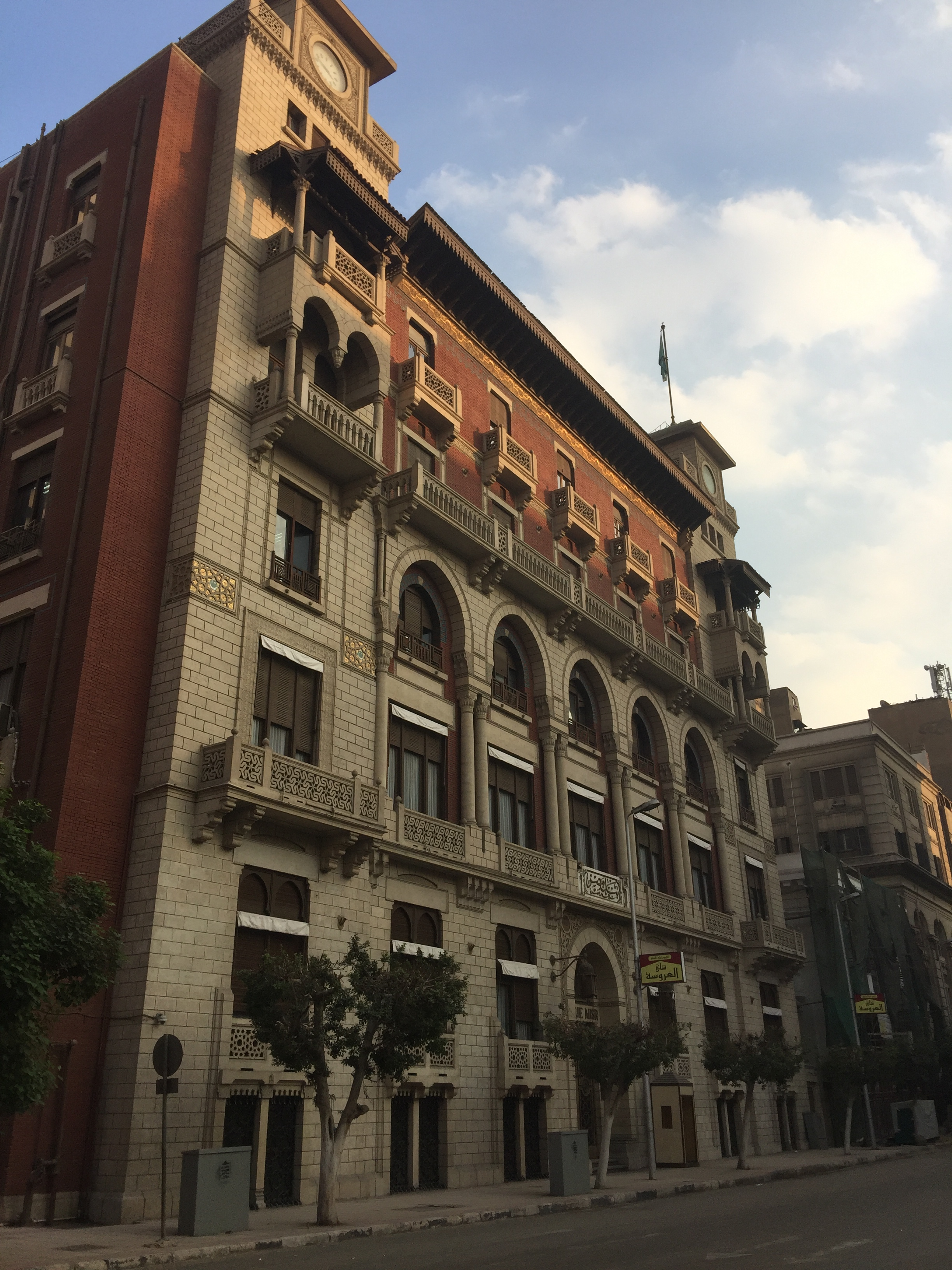
Banque Misr, 1927, Kairo

Lasciac wurde 1856 als Sohn von Peter Laščak und Jožefa (geborene Trampuš) in Gorizia geboren. Er studierte am Polytechnikum Wien Architektur. Von 1883 bis 1888 war er am Wiederaufbau des europäisch geprägten Stadtzentrums von Alexandria beteiligt, das im Juli 1882 im Zuge des Urabi-Aufstands durch die britische Mittelmeerflotte bombardiert worden war. Nach kurzen Arbeitsaufenthalten in Neapel und Rom kehrte er nach Alexandria zurück, wo er von der ägyptischen Regierung, vor allem von der Khedive-Familie als Architekt gefördert wurde. Unter Abbas Hilmi Pascha war er amtlicher Palast-Architekt.

## Werke

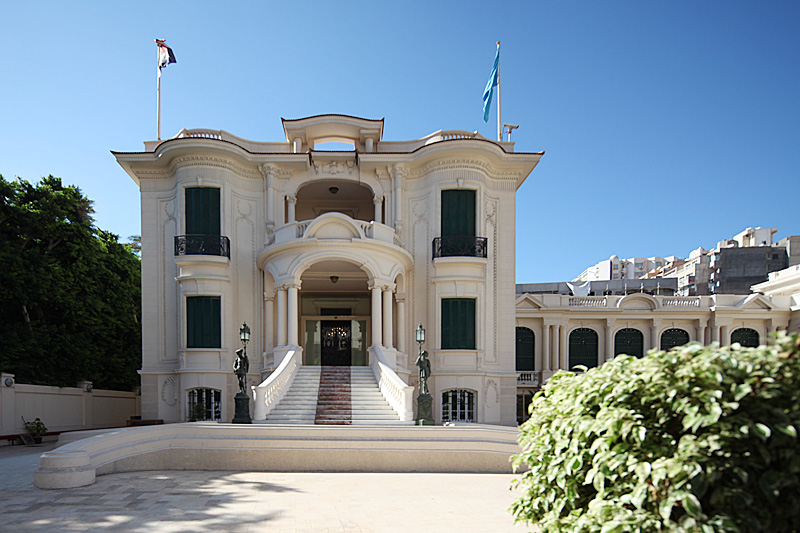
Palast der Fatima al-Zahra' in Alexandria, heute Juwelenmuseum

- Gebäude für die Gebrüder Karam an der Rue de la Gare de Ramleh, Alexandria
- Gebäude Primi an der Place des Consuls, Alexandria
- Gebäude für die jüdische Gemeinde an der Rue Nabi Daniel, Alexandria
- Ramleh Railway Station, 1887, Alexandria[3]
- Einkaufsgalerie Okalle Menasce, 1883–87, Alexandria[4]
- Palazzina Aghion, 1887, Alexandria
- Palast des Said Halim Pasha, 1896–1899, Downtown Kairo
- Villa Mazloum Pasha, 1898–1899, Alexandria
- Tahra-Palast, 1907, Kairo
- Khedivenpalast, 1907, Istanbul
- Palast des Prinzen Yūsuf Kamāl, 1908, Nagʿ Ḥammādī
- Villa Lasciac, 1909, Gorizia[5]
- Abdeen-Palast, Erweiterung/Umbau, 1909–1911, Kairo[2]
- St. Peter und Paul, 1911–1912, Kairo[2]
- Princess Fatma Al-Zahra' Palace, 1919, Alexandria
- Banque Misr, 1927, Kairo[6]

## Ausstellungen
- From Gorizia to the Ottoman Empire. Antonio Lasciac Architect. Pictures from Alinari Collections: is realized by Alinari ? in collab. mit der Region Friuli Venezia Giulia. Gorizia, Museo Alinari, 2006.

## Eponyme
2016 wurde der Asteroid (292459) Antoniolasciac nach ihm benannt.